# 松浦盛 (相神浦松浦氏13代目)
松浦 盛（まつら さこう）は、室町時代の武将。肥前国武辺城主。
父・松浦進の跡を受けて相神浦松浦氏の家督を継ぐ。嘉吉2年（1442年）、御厨荘今福にある土地を歳宮に寄進している。翌嘉吉3年（1443年）、相神浦の地に新たに武辺城を築き、今福にある梶谷城から本拠を移した。また、この頃、新豊寺に鐘を贈与している。長禄元年（1457年）、李氏朝鮮と歳遣船での貿易を締結した。
応仁元年（1467年）、死去。